# Koonga (plaats)
Koonga (Duits: Kokenkau) is een plaats in de Estlandse gemeente Lääneranna, provincie Pärnumaa. De plaats heeft de status van dorp (Estisch: küla).
Tot in oktober 2017 was Koonga de hoofdplaats van de gemeente Koonga. In die maand ging Koonga op in de fusiegemeente Lääneranna.

## Bevolking
De ontwikkeling van het aantal inwoners blijkt uit het volgende staatje:
| Jaar            | 2000 | 2011 | 2021 |
| --------------- | ---- | ---- | ---- |
| Aantal inwoners | 309  | 227  | 202  |

## Geschiedenis
Koonga werd voor het eerst genoemd in 1449 onder de naam Cokencayve, een landgoed dat viel onder de bezittingen van de prins-bisschop van Ösel-Wiek. In 1546 werd het Hof Kokenka genoemd. Na 1560 viel het onder het graafschap Pernau. Rond 1680 werd het landgoed een kroondomein onder de koning van Zweden. In 1721 ging het over naar de tsaar van Rusland. In 1919 werd het door het onafhankelijk geworden Estland onteigend. Kerkelijk viel Koonga onder de parochie van Mihkli.
Vermoedelijk stond in de middeleeuwen in Koonga een bisschoppelijk paleis. Waarschijnlijk werden delen daarvan hergebruikt toen in 1636 een landhuis werd neergezet. Het werd ingrijpend verbouwd in de 19e eeuw en in de jaren dertig van de 20e eeuw. Na 1919 is het in gebruik geweest als schoolgebouw, postkantoor en administratief centrum van een sovchoz. In een bijgebouw was een kostschool gevestigd; tussen 1991 en 2017 fungeerde het als gemeentehuis van de gemeente Koonga.
In de jaren twintig was Koonga een nederzetting op het voormalige landgoed; in 1977 kreeg ze de status van dorp.

## Foto's

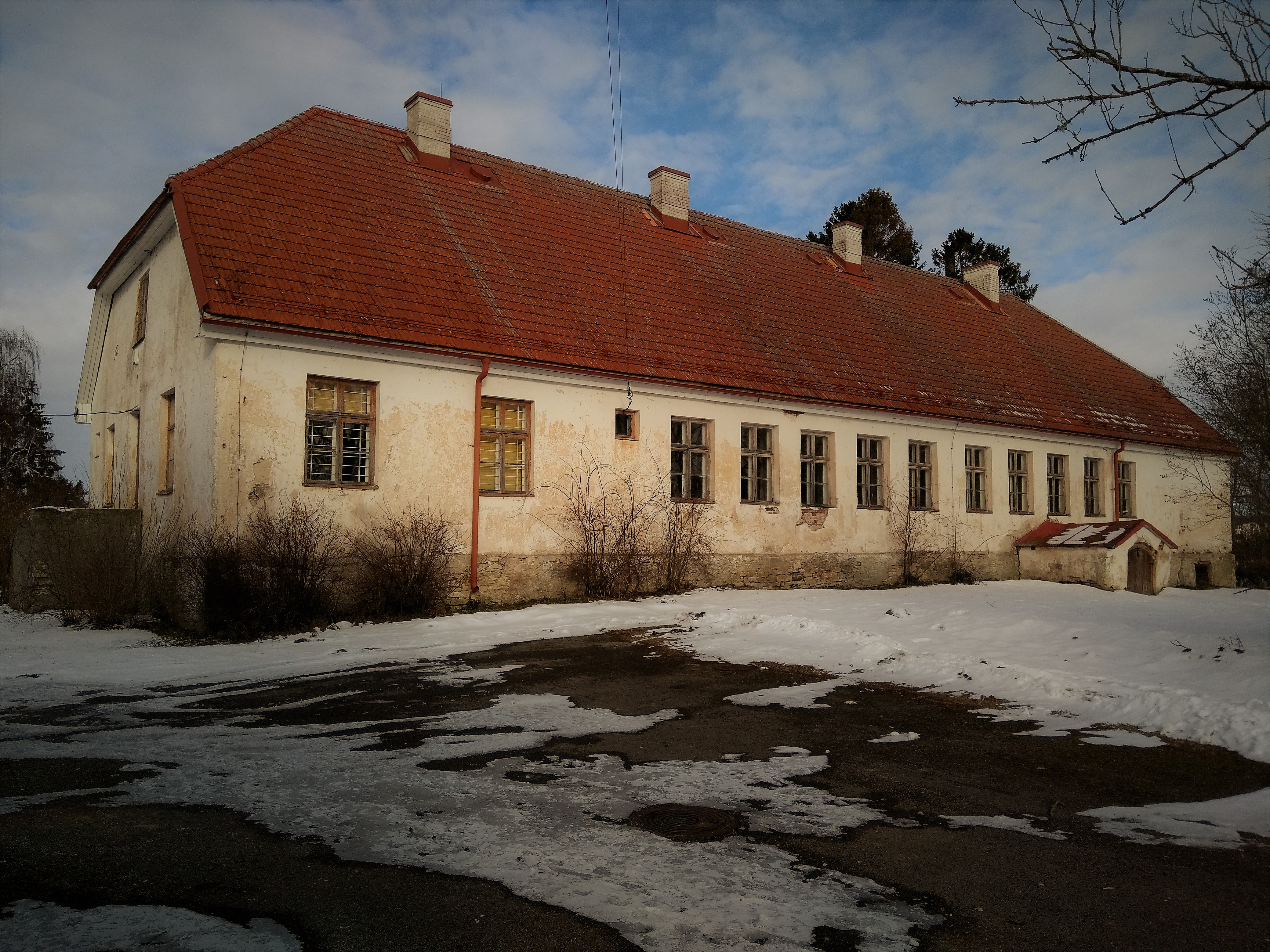
Het landhuis van Koonga
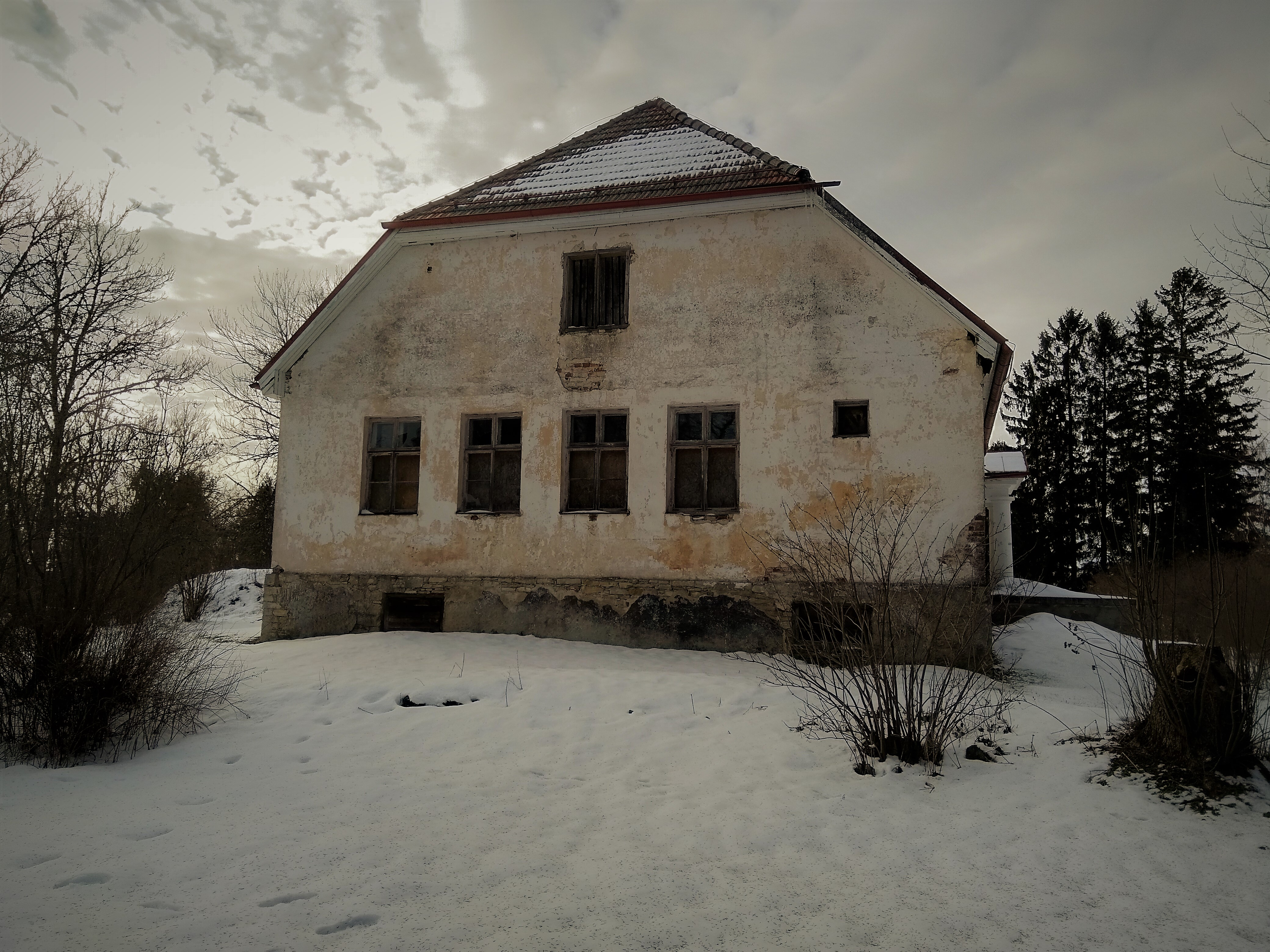
De noordwestkant van het landhuis
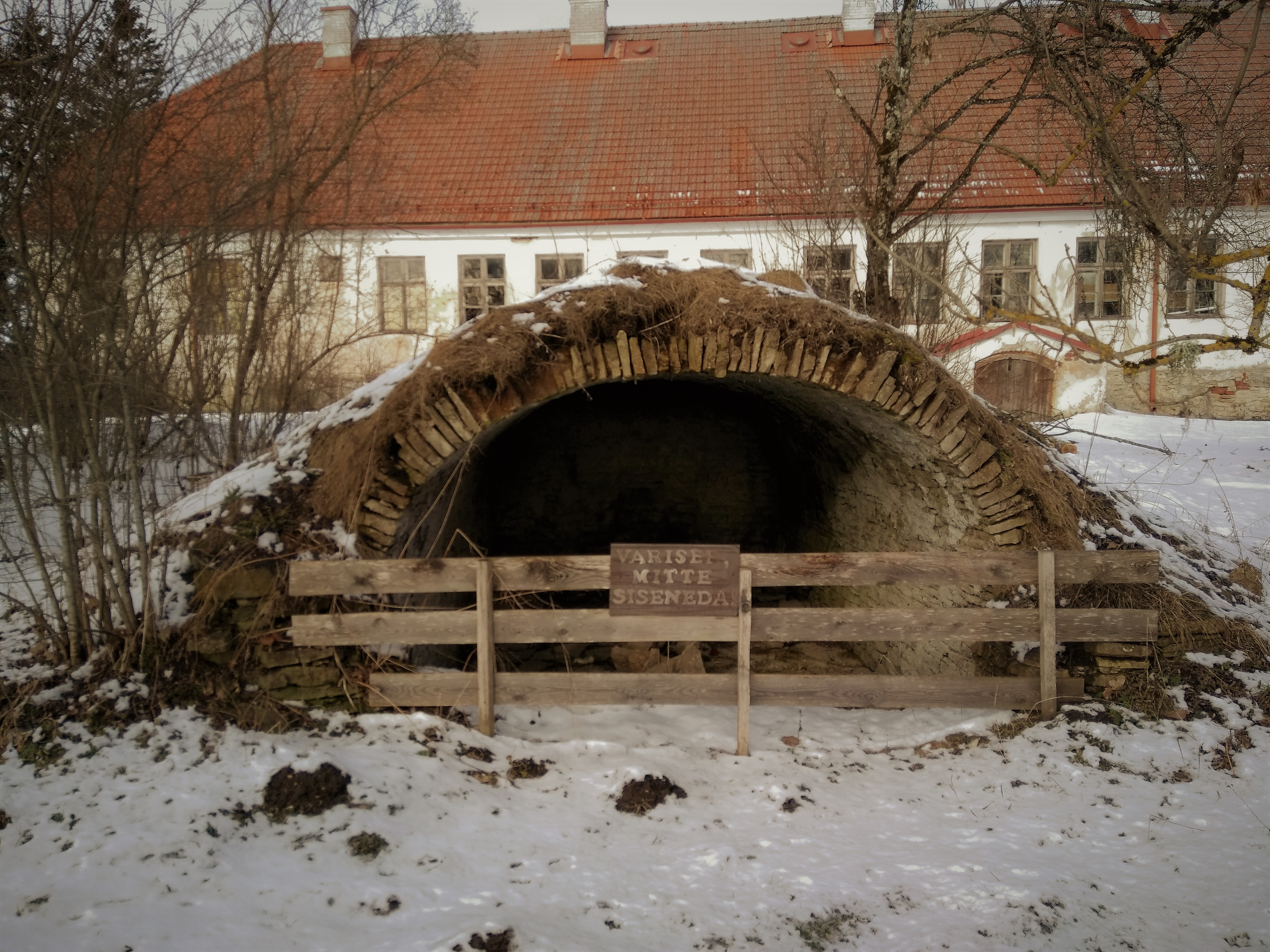
Keldergewelf, vermoedelijk een restant van het bisschoppelijk paleis
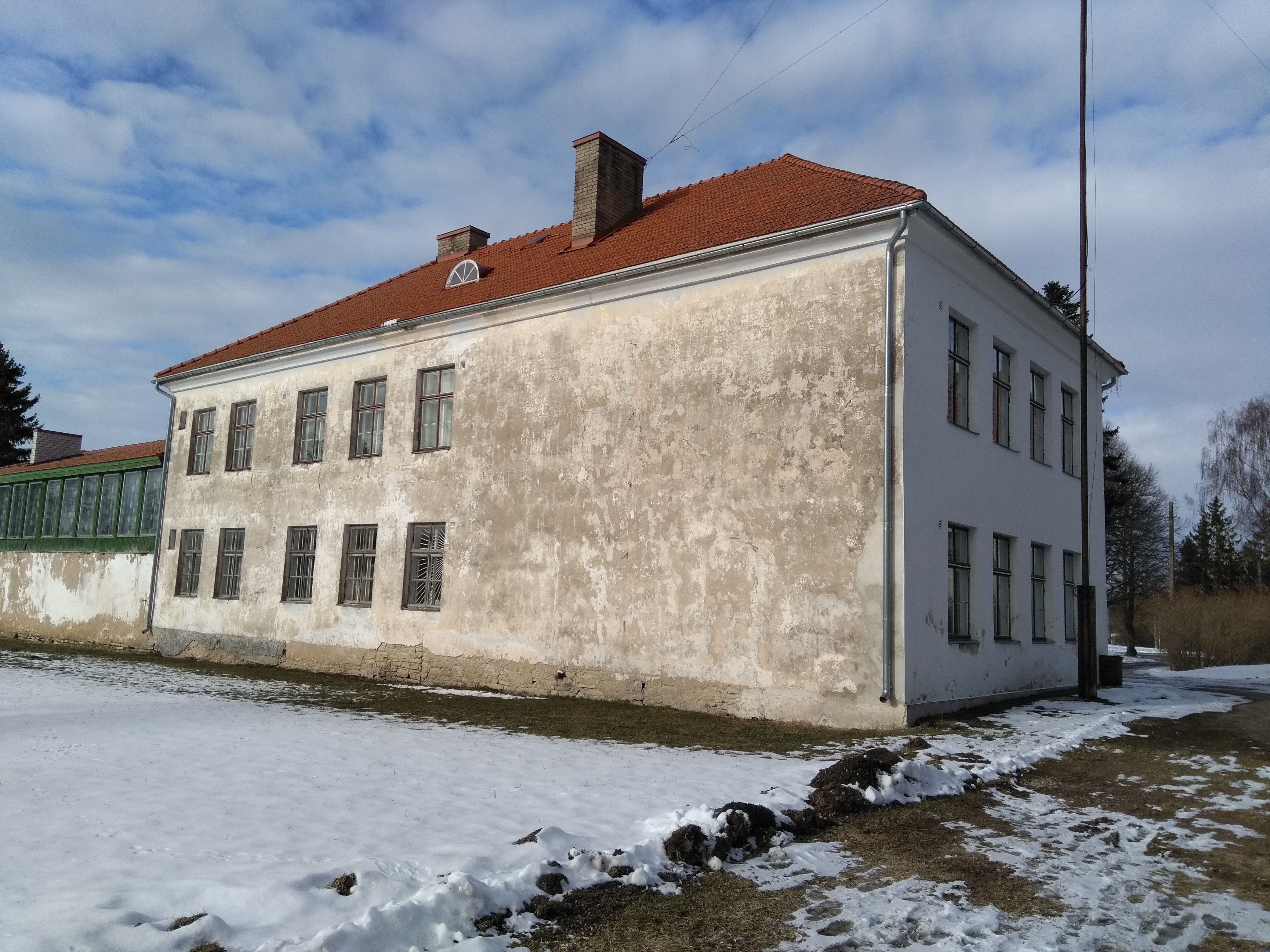
Het voormalige gemeentehuis
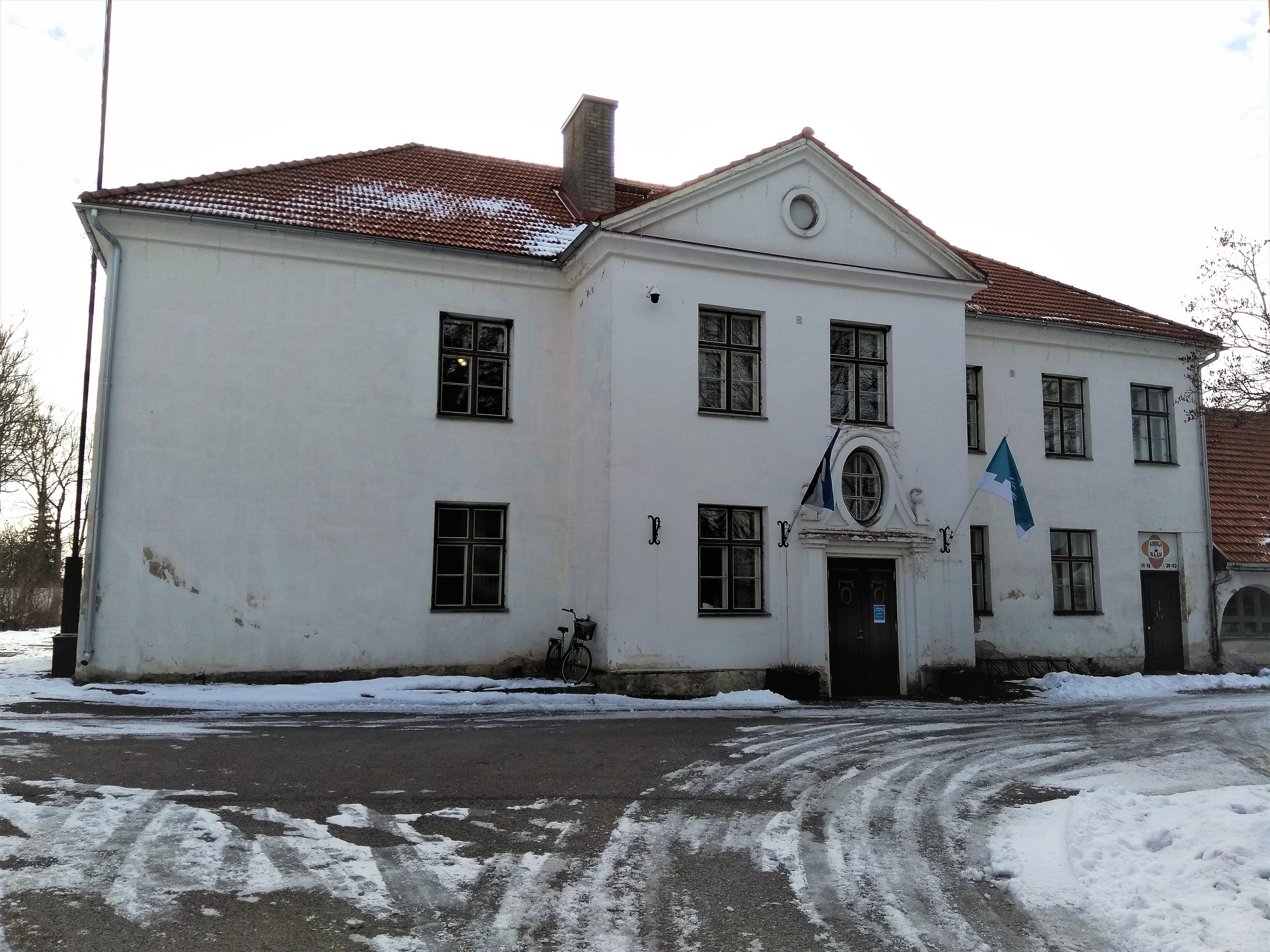
Entree van het voormalige gemeentehuis